# Rossi-Pavillon

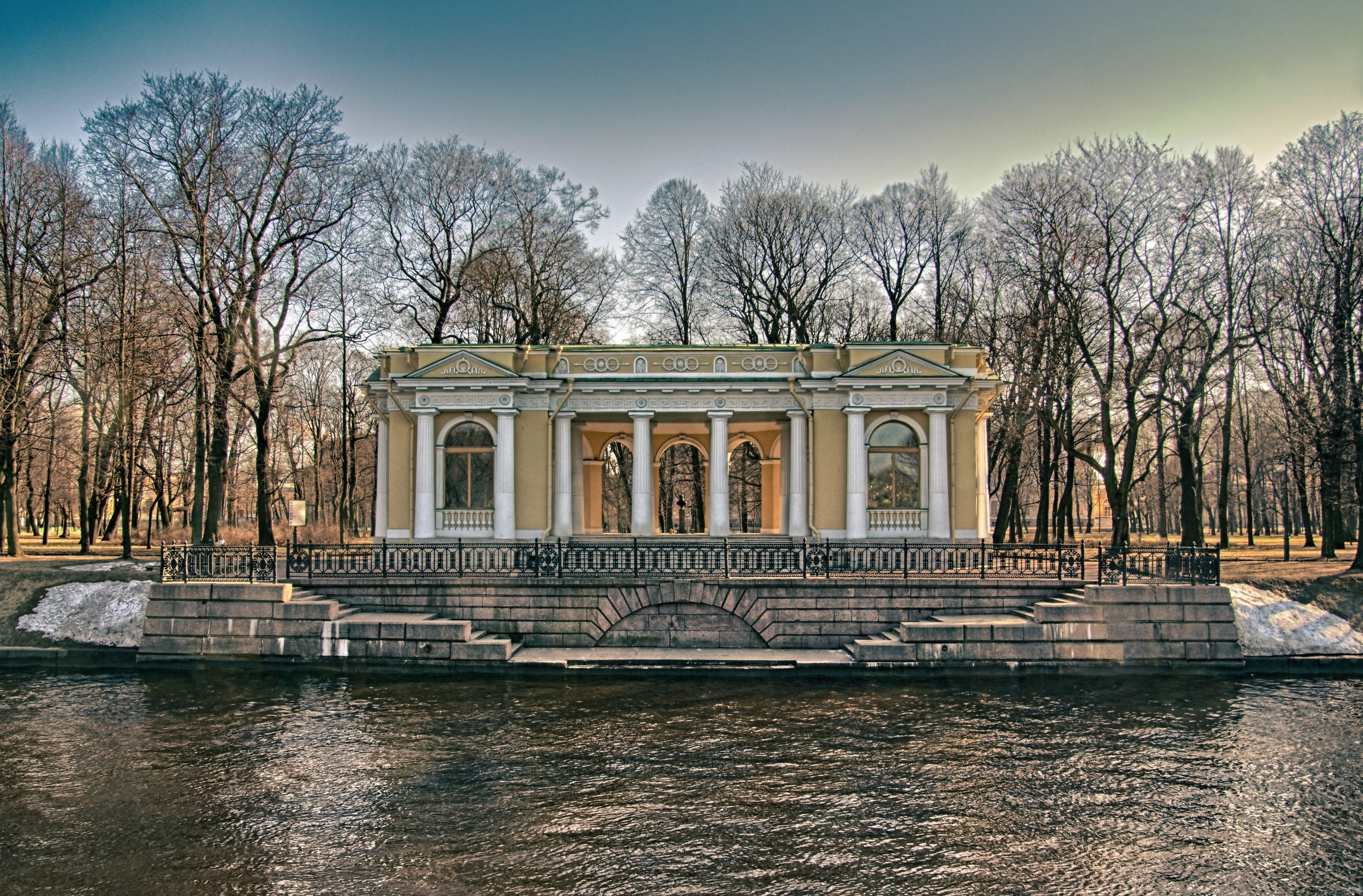
Blick auf den Rossi-Pavillon von der anderen Seite des Flusses Moika

Der Rossi-Pavillon (russisch Павильон Росси, wiss. Transliteration Pavil'on Rossi) ist ein Pavillon am Ufer des Flusses Moika im Michailowski-Garten in Sankt Petersburg. Er wurde von dem Architekten Carlo Rossi in den frühen 1820er Jahren entworfen und 1825 im Zuge der Neugestaltung des Gartens gebaut.
An der Stelle, an der sich heute der Pavillon befindet, stand früher einer der ersten kaiserlichen Paläste der Stadt, das Goldene Herrenhaus der Gattin Peters des Großen, Kaiserin Katharina. Der Palast wurde 1768 auf Befehl Katharinas der Großen abgerissen und erst in den frühen 1820er Jahren im Rahmen des Baus des Michailowski-Palastkomplexes neu bebaut. Als Teil des neuen Ensembles wurden die Gärten zwischen dem Palast und dem Fluss Moika im Stil eines englischen Landschaftsgartens angelegt. Der von Rossi im neoklassizistischen Stil entworfene Pavillon wurde als Vergnügungs- und Erfrischungsort mit Blick auf den Fluss gebaut und verfügte über einen Steg, an dem Boote anlegen konnten. Der Pavillon überlebte die Sowjetzeit und war Teil der groß angelegten Restaurierung des Gartens in den frühen 2000er Jahren. Im Rahmen dieser Arbeiten wurde eine Büste von Carlo Rossi im Pavillon aufgestellt.

## Lage und Gestaltung

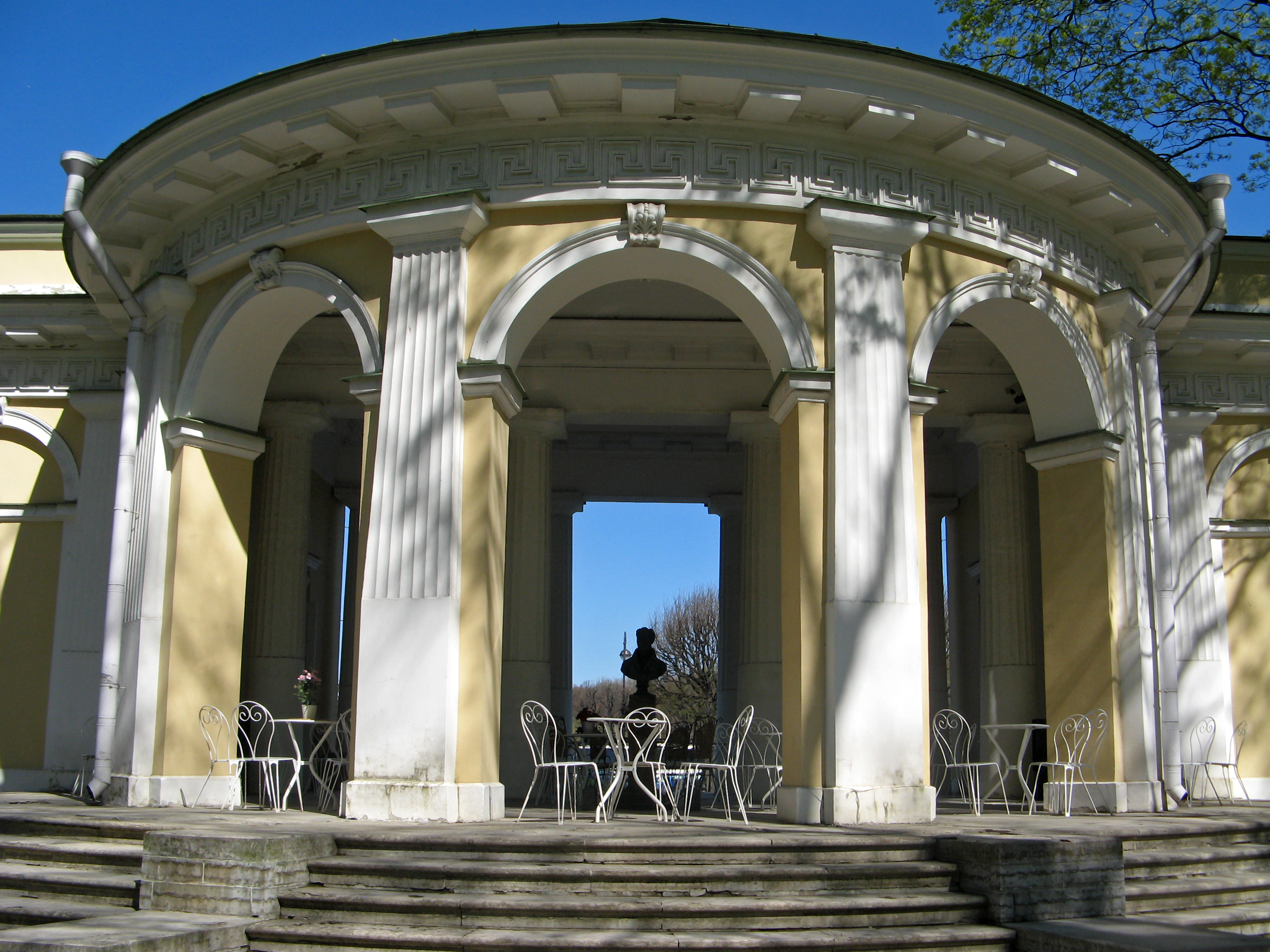
Der Pavillon vom Garten aus gesehen

Der Pavillon befindet sich am nördlichen Ende des Michailowski-Gartens, am südlichen Ufer des Flusses Moika. Er wurde im neoklassizistischen Stil entworfen und verfügt über einen offenen dorischen Kolonnade, der zwei quadratische Räume miteinander verbindet, gusseiserne Zäune und einen Steg am Fluss, der über zwei Granittreppen zu erreichen ist. Der Pavillon befindet sich im Osten des Gartens, abseits der Mittellinie des Michailowski-Palastes im Süden, aber in einer Linie mit der Mittellinie des Marsfeldes im Norden. Die Erklärung dafür ist entweder, dass Rossi einen zweiten Pavillon im Westen geplant hatte, um einen symmetrischen Blick auf den Michailowski-Palast zu ermöglichen, der aber nie gebaut wurde, oder dass Rossi sich bewusst dafür entschieden hat, das Michailowski-Ensemble mit dem Marsfeld-Ensemble auf der anderen Seite des Flusses zu verbinden.
An der Stelle des Pavillons befand sich zuvor das Goldene Herrenhaus der Zarin Katharina, der Frau Peters des Großen. Der Garten war Katharina 1712 von Peter für ihre Residenz überlassen worden. Es handelte sich dabei um eine relativ kleine Holzkonstruktion, die ihren Namen von der goldenen Turmspitze erhielt und deren Räume teilweise mit vergoldetem Leder verziert waren. Es wurde 1768 auf Befehl Katharinas der Großen abgerissen.

## Konstruktion und Geschichte

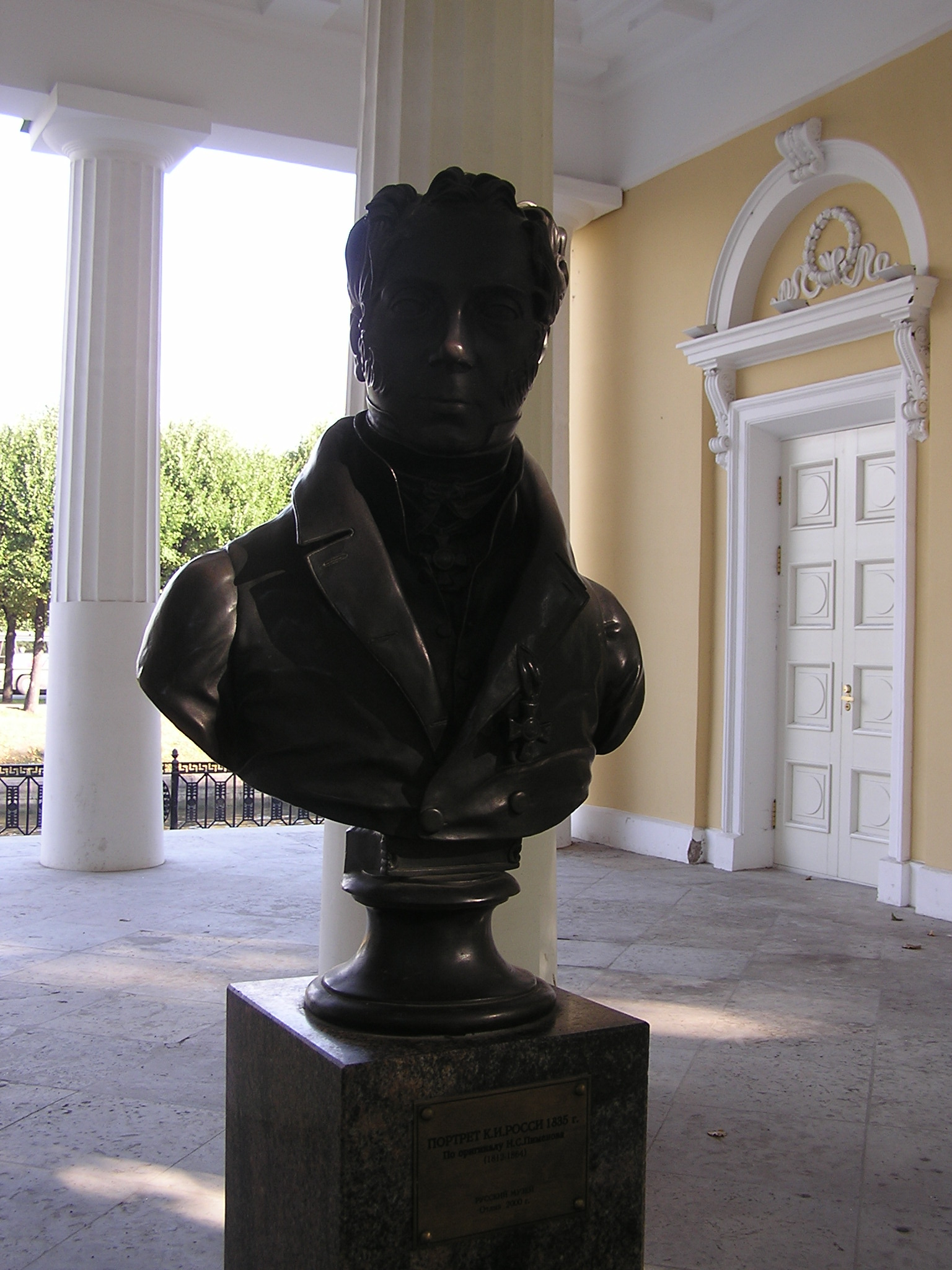
Büste des Architekten Carlo Rossi im Pavillon

Der Pavillon war Teil der allgemeinen Umgestaltung des Gartens und seiner Umgebung, die 1817 auf Befehl von Kaiser Alexander I. begann. Das Herzstück sollte ein neuer Palastkomplex für seinen jüngeren Bruder, Großfürst Michael Pawlowitsch, sein. Der Palast wurde von Rossi entworfen, während die Pläne für den Garten von Rossi und Adam Menelaws ausgearbeitet und vom Kaiser im April 1822 genehmigt wurden. Die Gartenpläne orientierten sich am Stil und an den Techniken der englischen Landschaftsgärten, die im achtzehnten Jahrhundert international populär geworden waren. Die bestehenden Teiche wurden zu natürlicheren Mäandern umgestaltet und malerische Baumgruppen ergänzten die Bepflanzung entlang der Wege. Der von Rossi entworfene und 1825 fertiggestellte Pavillon mit seinem Steg gehörte zu diesem Ensemble und war „für romantische Treffen an Sommerabenden bei einer Tasse Tee oder beim Kartenspielen“ gedacht. Rossi selbst entwarf das Geländer für den Steg, das von der Eisengießerei Alexandrowski gegossen wurde. In einer erhaltenen Beschreibung der beiden Räume des Pavillons heißt es, dass in einem „die Decke mit zitronenfarbenen Figuren und Arabesken bemalt ist. Die Bögen über der Tür, den Fenstern und den Spiegeln sind mit Stuckarbeiten bemalt … Die Wände sind gelb gestrichen … Die Möbel sind aus Mahagoni …die Polsterung aus blauem Kattun mit gelben Blumen.“ In dem anderen sind die Wände grün, „die Decke ist mit grünen Figuren und Arabesken bemalt, die Mahagonimöbel sind mit grünem Chintz mit gelben Blumen bezogen“.
Der Pavillon wurde in die Restaurierungsarbeiten einbezogen, die zwischen 2002 und 2004 durchgeführt wurden und bei denen die Gärten nach Rossis ursprünglichen Entwürfen wiederhergestellt wurden. Während dieser Zeit wurde eine Büste von Rossi, eine Kopie eines Werks von Nikolai Pimenow, im Pavillon aufgestellt. Am 10. Juli 2001 wurde der Pavillon zu einem „Objekt des historischen und kulturellen Erbes von föderaler Bedeutung“ erklärt.